# Caravaggio - A Morte da Virgem
Caravaggio - A Morte da Virgem é um romance gráfico do quadrinista italiano Milo Manara, que apresenta a biografia do pintor Caravaggio. No Brasil, o livro foi publicado pela editora Veneta e ganhou o Troféu HQ Mix de 2016 como "melhor publicação erótica"..